# 中間三列麗鯛
中間三列麗鯛，為輻鰭魚綱鱸形目隆頭魚亞目慈鯛科的其中一種，原分布於亞洲以色列Huleh湖及Kinneret湖流域，體長可達22.9公分，已滅絕。
其种加词“intermedia”意为“中间的”。
中間三列麗鯛曾被认为是锡莫三列丽鲷的亚种或是一个独立的物种，但现时世界鱼类数据库与Catalog of Fishes将该物种视为锡莫三列丽鲷的异名。